# Escola de tancs de Kama
L'escola de tancs de Kama (alemany: Panzerschule Kama) va ser una escola secreta d'entrenament per als comandants de tancs operada per la Reichswehr alemanya prop de Kazan, Unió Soviètica. Va funcionar des del 1929 fins al 1933. L'escola es va establir per tal de permetre a l'exèrcit alemany eludir les restriccions militars al desenvolupament de tancs que va marcar al Tractat de Versalles. A part de Kama, per la mateixa raó, Alemanya també va operar l'escola de pilots de caça de Lipetsk (1926–33) i una instal·lació de guerra de gas, Gas-Testgelände Tomka (1928–31).
Després de l'ascens al poder del partit nazi, l'escola es va tancar i la Força de Tancs i la Força Aèria d'Alemanya es van formar a Alemanya.
Va rebre el nom en clau "Kama" de les paraules Kazan i Malbrandt perquè els camps de proves estaven a prop de Kazan i per l'Oberstleutnant Malbrandt va ser designat per seleccionar el lloc de proves. 

## Rerefons
El Tractat de Versalles, signat el 28 de juny de 1919, va prohibir a Alemanya fer servir qualsevol tipus de tanc o força aèria després que el país hagués estat derrotat a la Primera Guerra Mundial. Alemanya havia normalitzat les seves relacions amb la Unió Soviètica l'any 1922, amb la signatura del Tractat de Rapallo.
Inicialment, Alemanya no tenia intenció de trencar el Tractat de Versalles. No obstant això, aquesta actitud va canviar l'any 1923 quan les tropes franceses i belgues van ocupar la zona del Ruhr arran de l'impagament alemany dels deutes de reparació imposats. El desembre de 1926, Alemanya i la Unió Soviètica van signar un acord per establir una escola de tancs al territori soviètic. L'escola es va inaugurar el 1929 i va servir per formar aproximadament 30 especialistes alemanys en tancs.

## Operacions de l'escola
Després de la seva obertura, l'escola va acollir fins a una dotzena d'oficials alemanys alhora, que rebien entrenament durant dos anys. A part de la formació d'oficials, l'escola va servir a empreses alemanyes com Krupp, Daimler i Rheinmetall com a lloc on desenvolupar nous dissenys de tancs. Els tècnics van treballar en els dissenys del que després es van convertir en el Panzerkampfwagen I i II.
Molts dels oficials que entrenaven, instruïen o visitaven Kama es van convertir més tard en comandants d'alt rang de la Wehrmacht o la seva Panzerwaffe, entre ells Ernst Volckheim, Werner von Blomberg, Walter Model, Wilhelm Ritter von Thoma, Heinz Guderian i Josef Harpe. No obstant això, no és clar que Guderian rebés entrenament ja que, suposadament, va visitar Kama només una vegada, com a membre d'una inspecció.
S'afirma que diversos oficials de tancs soviètics també van ser entrenats allà. Tanmateix, a partir dels documents alemanys i soviètics desclassificats, es pot concloure que els oficials soviètics eren principalment observadors o ajudants.

## Tancament
A principis de la dècada de 1930, la situació política de l'escola de tancs va començar a canviar. La Unió Soviètica es va obrir a Occident mentre Alemanya intentava apropar-se més a França.
El desembre de 1932, Alemanya va aconseguir ser vista com un igual a la Conferència de Ginebra, fent que les escoles secretes fossin innecessàries. Amb l'ascens dels nazis al poder el gener de 1933, l'escletxa ideològica entre l'Alemanya feixista i la Unió Soviètica comunista es va fer massa gran i l'escola de tancs de Kazan es va tancar a finals de 1933.